# أبو منصور المرغني
أبو منصور حسين بن محمد المرغني، ويطلق عليه أيضاً أبو منصور المرعشي (؟ - 421 هـ/ 1030 م) من مرغان، في مقاطعة غور، أفغانستان، هو مؤرخ فارسي مسلم.

## مؤلفاته
- الغرر في سير الملوك وأخبارهم.